# Premier League 2024/2025
Premier League 2024/2025 var den 33:e säsongen av Premier League, Englands högsta division i fotboll för herrar. Säsongen inleddes den 16 augusti 2024 och avslutades den 25 maj 2025.
Manchester City var regerande mästare efter att ha vunnit fyra raka Premier League-titlar. Liverpool blev mästare efter att ha säkrat ligatiteln med fyra matcher kvar att spela.

## Lag

### Arenor
| Lag                     | Ort           | Arena                       | Kapacitet |
| ----------------------- | ------------- | --------------------------- | --------- |
| Arsenal                 | London        | Emirates Stadium            | 60 704    |
| Aston Villa             | Birmingham    | Villa Park                  | 42 657    |
| Bournemouth             | Bournemouth   | Vitality Stadium            | 11 307    |
| Brentford               | London        | Brentford Community Stadium | 17 250    |
| Brighton & Hove Albion  | Brighton      | Falmer Stadium              | 31 800    |
| Chelsea                 | London        | Stamford Bridge             | 40 343    |
| Crystal Palace          | London        | Selhurst Park               | 25 486    |
| Everton                 | Liverpool     | Goodison Park               | 39 414    |
| Fulham                  | London        | Craven Cottage              | 22 384    |
| Ipswich Town            | Ipswich       | Portman Road                | 29 637    |
| Leicester City          | Leicester     | King Power Stadium          | 32 262    |
| Liverpool               | Liverpool     | Anfield                     | 53 394    |
| Manchester City         | Manchester    | Etihad Stadium              | 53 400    |
| Manchester United       | Manchester    | Old Trafford                | 74 310    |
| Newcastle United        | Newcastle     | St James' Park              | 52 305    |
| Nottingham Forest       | Nottingham    | City Ground                 | 30 322    |
| Southampton             | Southampton   | St Mary's Stadium           | 32 384    |
| Tottenham Hotspur       | London        | Tottenham Hotspur Stadium   | 62 850    |
| West Ham United         | London        | London Stadium              | 62 500    |
| Wolverhampton Wanderers | Wolverhampton | Molineux Stadium            | 31 750    |

### Klubbinformation
| Lag                     | Tränare             | Kapten             | Ställtillverkare | Tröjsponsor         |
| ----------------------- | ------------------- | ------------------ | ---------------- | ------------------- |
| Arsenal                 | Mikel Arteta        | Martin Ødegaard    | Adidas           | Fly Emirates        |
| Aston Villa             | Unai Emery          | John McGinn        | Adidas           | Betano              |
| Bournemouth             | Andoni Iraola       | Adam Smith         | Umbro            | Dafabet             |
| Brentford               | Thomas Frank        | Christian Nørgaard | Umbro            | Hollywoodbets       |
| Brighton & Hove Albion  | Fabian Hürzeler     | Lewis Dunk         | Nike             | American Express    |
| Chelsea                 | Enzo Maresca        | Reece James        | Nike             | Infinite Athlete    |
| Crystal Palace          | Oliver Glasner      | Marc Guéhi         | Macron           | Cinch               |
| Everton                 | David Moyes         | Séamus Coleman     | Hummel           | Stake.com           |
| Fulham                  | Marco Silva         | Tom Cairney        | Adidas           | SBOTOP              |
| Ipswich Town            | Kieran McKenna      | Sam Morsy          | Umbro            | +–=÷× Tour          |
| Leicester City          | Ruud van Nistelrooy | Jamie Vardy        | Adidas           | King Power          |
| Liverpool               | Arne Slot           | Virgil van Dijk    | Nike             | Standard Chartered  |
| Manchester City         | Pep Guardiola       | Kevin De Bruyne    | Puma             | Etihad Airways      |
| Manchester United       | Rúben Amorim        | Bruno Fernandes    | Adidas           | Qualcomm Snapdragon |
| Newcastle United        | Eddie Howe          | Bruno Guimarães    | Adidas           | Sela                |
| Nottingham Forest       | Nuno Espírito Santo | Ryan Yates         | Adidas           | Kaiyun Sports       |
| Southampton             | Simon Rusk          | Jack Stephens      | Hummel           | Sportsbet.io        |
| Tottenham Hotspur       | Ange Postecoglou    | Son Heung-min      | Nike             | AIA                 |
| West Ham United         | Graham Potter       | Jarrod Bowen       | Umbro            | Betway              |
| Wolverhampton Wanderers | Vítor Pereira       | Nélson Semedo      | Castore          | Astropay            |

### Tränarförändringar
| Lag                     | Dåvarande tränare   | Anledning till förändring | Datum            | Ligaposition | Ny tränare          | Anställningsdatum |
| ----------------------- | ------------------- | ------------------------- | ---------------- | ------------ | ------------------- | ----------------- |
| Brighton & Hove Albion  | Roberto De Zerbi    | Muntlig överenskommelse   | 19 maj 2024      | Försäsong    | Fabian Hürzeler     | 15 juni 2024      |
| Liverpool               | Jürgen Klopp        | Avgick                    | 19 maj 2024      | Försäsong    | Arne Slot           | 1 juni 2024       |
| West Ham United         | David Moyes         | Utgånget kontrakt         | 19 maj 2024      | Försäsong    | Julen Lopetegui     | 1 juli 2024       |
| Chelsea                 | Mauricio Pochettino | Muntlig överenskommelse   | 21 maj 2024      | Försäsong    | Enzo Maresca        | 3 juni 2024       |
| Leicester City          | Enzo Maresca        | Kontrakterad av Chelsea   | 3 juni 2024      | Försäsong    | Steve Cooper        | 20 juni 2024      |
| Manchester United       | Erik ten Hag        | Avskedad                  | 28 oktober 2024  | 14:e         | Rúben Amorim        | 11 november 2024  |
| Leicester City          | Steve Cooper        | Avskedad                  | 24 november 2024 | 16:e         | Ruud van Nistelrooy | 29 november 2024  |
| Wolverhampton Wanderers | Gary O'Neil         | Avskedad                  | 15 december 2024 | 19:e         | Vítor Pereira       | 19 december 2024  |
| Southampton             | Russell Martin      | Avskedad                  | 15 december 2024 | 20:e         | Ivan Jurić          | 22 december 2024  |
| West Ham United         | Julen Lopetegui     | Avskedad                  | 8 januari 2025   | 14:e         | Graham Potter       | 9 januari 2025    |
| Everton                 | Sean Dyche          | Avskedad                  | 9 januari 2025   | 16:e         | David Moyes         | 11 januari 2025   |
| Southampton             | Ivan Jurić          | Muntlig överenskommelse   | 7 april 2025     | 20:e         | Simon Rusk          | 7 april 2025      |

## Tabeller

### Poängtabell
| Nr | Lag                     | S  | V  | O  | F  | GM | IM | MS  | P  |
| -- | ----------------------- | -- | -- | -- | -- | -- | -- | --- | -- |
| 1  | Liverpool               | 38 | 25 | 9  | 4  | 86 | 41 | +45 | 84 |
| 2  | Arsenal                 | 38 | 20 | 14 | 4  | 69 | 34 | +35 | 74 |
| 3  | Manchester City (RM)    | 38 | 21 | 8  | 9  | 72 | 44 | +28 | 71 |
| 4  | Chelsea                 | 38 | 20 | 9  | 9  | 64 | 43 | +21 | 69 |
| 5  | Newcastle United        | 38 | 20 | 6  | 12 | 68 | 47 | +21 | 66 |
| 6  | Aston Villa             | 38 | 19 | 9  | 10 | 58 | 51 | +7  | 66 |
| 7  | Nottingham Forest       | 38 | 19 | 8  | 11 | 58 | 46 | +12 | 65 |
| 8  | Brighton & Hove Albion  | 38 | 16 | 13 | 9  | 66 | 59 | +7  | 61 |
| 9  | Bournemouth             | 38 | 15 | 11 | 12 | 58 | 46 | +12 | 56 |
| 10 | Brentford               | 38 | 16 | 8  | 14 | 66 | 57 | +9  | 56 |
| 11 | Fulham                  | 38 | 15 | 9  | 14 | 54 | 54 | 0   | 54 |
| 12 | Crystal Palace          | 38 | 13 | 14 | 11 | 51 | 51 | 0   | 53 |
| 13 | Everton                 | 38 | 11 | 15 | 12 | 42 | 44 | −2  | 48 |
| 14 | West Ham United         | 38 | 11 | 10 | 17 | 46 | 62 | −16 | 43 |
| 15 | Manchester United       | 38 | 11 | 9  | 18 | 44 | 54 | −10 | 42 |
| 16 | Wolverhampton Wanderers | 38 | 12 | 6  | 20 | 54 | 69 | −15 | 42 |
| 17 | Tottenham Hotspur       | 38 | 11 | 5  | 22 | 64 | 65 | −1  | 38 |
| 18 | Leicester City (U)      | 38 | 6  | 7  | 25 | 33 | 80 | −47 | 25 |
| 19 | Ipswich Town (U)        | 38 | 4  | 10 | 24 | 36 | 82 | −46 | 22 |
| 20 | Southampton (U)         | 38 | 2  | 6  | 30 | 26 | 86 | −60 | 12 |

### Resultattabell
| Hemma \ Borta           | ARS | AVL | BOU | BRE | BHA | CHE | CRY | EVE | FUL | IPS | LEI | LIV | MCI | MUN | NEW | NFO | SOU | TOT | WHU | WOL |
| Arsenal                 | —   | 2–2 | 1–2 | 1–1 | 1–1 | 1–0 | 2–2 | 0–0 | 2–1 | 1–0 | 4–2 | 2–2 | 5–1 | 2–0 | 1–0 | 3–0 | 3–1 | 2–1 | 0–1 | 2–0 |
| Aston Villa             | 0–2 | —   | 1–1 | 3–1 | 2–2 | 2–1 | 2–2 | 3–2 | 1–0 | 1–1 | 2–1 | 2–2 | 2–1 | 0–0 | 4–1 | 2–1 | 1–0 | 2–0 | 1–1 | 3–1 |
| Bournemouth             | 2–0 | 0–1 | —   | 1–2 | 1–2 | 0–1 | 0–0 | 1–0 | 1–0 | 1–2 | 2–0 | 0–2 | 2–1 | 1–1 | 1–1 | 5–0 | 3–1 | 1–0 | 1–1 | 0–1 |
| Brentford               | 1–3 | 0–1 | 3–2 | —   | 4–2 | 0–0 | 2–1 | 1–1 | 2–3 | 4–3 | 4–1 | 0–2 | 2–2 | 4–3 | 4–2 | 0–2 | 3–1 | 0–2 | 1–1 | 5–3 |
| Brighton & Hove Albion  | 1–1 | 0–3 | 2–1 | 0–0 | —   | 3–0 | 1–3 | 0–1 | 2–1 | 0–0 | 2–2 | 3–2 | 2–1 | 2–1 | 1–1 | 2–2 | 1–1 | 3–2 | 3–2 | 2–2 |
| Chelsea                 | 1–1 | 3–0 | 2–2 | 2–1 | 4–2 | —   | 1–1 | 1–0 | 1–2 | 2–2 | 1–0 | 3–1 | 0–2 | 1–0 | 2–1 | 1–1 | 4–0 | 1–0 | 2–1 | 3–1 |
| Crystal Palace          | 1–5 | 4–1 | 0–0 | 1–2 | 2–1 | 1–1 | —   | 1–2 | 0–2 | 1–0 | 2–2 | 0–1 | 2–2 | 0–0 | 1–1 | 1–1 | 2–1 | 1–0 | 0–2 | 4–2 |
| Everton                 | 1–1 | 0–1 | 2–3 | 0–0 | 0–3 | 0–0 | 2–1 | —   | 1–1 | 2–2 | 4–0 | 2–2 | 0–2 | 2–2 | 0–0 | 0–2 | 2–0 | 3–2 | 1–1 | 4–0 |
| Fulham                  | 1–1 | 1–3 | 2–2 | 2–1 | 3–1 | 1–2 | 0–2 | 1–3 | —   | 2–2 | 2–1 | 3–2 | 0–2 | 0–1 | 3–1 | 2–1 | 0–0 | 2–0 | 1–1 | 1–4 |
| Ipswich Town            | 0–4 | 2–2 | 1–2 | 0–1 | 0–2 | 2–0 | 0–1 | 0–2 | 1–1 | —   | 1–1 | 0–2 | 0–6 | 1–1 | 0–4 | 2–4 | 1–2 | 1–4 | 1–3 | 1–2 |
| Leicester City          | 0–2 | 1–2 | 1–0 | 0–4 | 2–2 | 1–2 | 0–2 | 1–1 | 0–2 | 2–0 | —   | 0–1 | 0–2 | 0–3 | 0–3 | 1–3 | 2–0 | 1–1 | 3–1 | 0–3 |
| Liverpool               | 2–2 | 2–0 | 3–0 | 2–0 | 2–1 | 2–1 | 1–1 | 1–0 | 2–2 | 4–1 | 3–1 | —   | 2–0 | 2–2 | 2–0 | 0–1 | 3–1 | 5–1 | 2–1 | 2–1 |
| Manchester City         | 2–2 | 2–1 | 3–1 | 2–1 | 2–2 | 3–1 | 5–2 | 1–1 | 3–2 | 4–1 | 2–0 | 0–2 | —   | 1–2 | 4–0 | 3–0 | 1–0 | 0–4 | 4–1 | 1–0 |
| Manchester United       | 1–1 | 2–0 | 0–3 | 2–1 | 1–3 | 1–1 | 0–2 | 4–0 | 1–0 | 3–2 | 3–0 | 0–3 | 0–0 | —   | 0–2 | 2–3 | 3–1 | 0–3 | 0–2 | 0–1 |
| Newcastle United        | 1–0 | 3–0 | 1–4 | 2–1 | 0–1 | 2–0 | 5–0 | 0–1 | 1–2 | 3–0 | 4–0 | 3–3 | 1–1 | 4–1 | —   | 4–3 | 1–0 | 2–1 | 0–2 | 3–0 |
| Nottingham Forest       | 0–0 | 2–1 | 1–1 | 0–2 | 7–0 | 0–1 | 1–0 | 0–1 | 0–1 | 1–0 | 2–2 | 1–1 | 1–0 | 1–0 | 1–3 | —   | 3–2 | 1–0 | 3–0 | 1–1 |
| Southampton             | 1–2 | 0–3 | 1–3 | 0–5 | 0–4 | 1–5 | 1–1 | 1–0 | 1–2 | 1–1 | 2–3 | 2–3 | 0–0 | 0–3 | 1–3 | 0–1 | —   | 0–5 | 0–1 | 1–2 |
| Tottenham Hotspur       | 0–1 | 4–1 | 2–2 | 3–1 | 1–4 | 3–4 | 0–2 | 4–0 | 1–1 | 1–2 | 1–2 | 3–6 | 0–1 | 1–0 | 1–2 | 1–2 | 3–1 | —   | 4–1 | 2–2 |
| West Ham United         | 2–5 | 1–2 | 2–2 | 0–1 | 1–1 | 0–3 | 0–2 | 0–0 | 3–2 | 4–1 | 2–0 | 0–5 | 1–3 | 2–1 | 0–1 | 1–2 | 1–1 | 1–1 | —   | 2–1 |
| Wolverhampton Wanderers | 0–1 | 2–0 | 2–4 | 1–1 | 0–2 | 2–6 | 2–2 | 1–1 | 1–2 | 1–2 | 3–0 | 1–2 | 1–2 | 2–0 | 1–2 | 0–3 | 2–0 | 4–2 | 1–0 | —   |

## Säsongsstatistik

### Skytteliga
| Rank | Spelare              | Klubb                   | Mål |
| ---- | -------------------- | ----------------------- | --- |
| 1    | Mohamed Salah        | Liverpool               | 29  |
| 2    | Alexander Isak       | Newcastle United        | 23  |
| 3    | Erling Haaland       | Manchester City         | 22  |
| 4    | Bryan Mbeumo         | Brentford               | 20  |
| 4    | Chris Wood           | Nottingham Forest       | 20  |
| 6    | Yoane Wissa          | Brentford               | 19  |
| 7    | Ollie Watkins        | Aston Villa             | 16  |
| 8    | Matheus Cunha        | Wolverhampton Wanderers | 15  |
| 8    | Cole Palmer          | Chelsea                 | 15  |
| 10   | Jean-Philippe Mateta | Crystal Palace          | 14  |
| 10   | Jørgen Strand Larsen | Wolverhampton Wanderers | 14  |

### Assistliga
| Rank | Spelare            | Klubb             | Assist |
| ---- | ------------------ | ----------------- | ------ |
| 1    | Mohamed Salah      | Liverpool         | 18     |
| 2    | Jacob Murphy       | Newcastle United  | 12     |
| 3    | Anthony Elanga     | Nottingham Forest | 12     |
| 4    | Mikkel Damsgaard   | Brentford         | 10     |
| 4    | Bruno Fernandes    | Manchester United | 10     |
| 4    | Antonee Robinson   | Fulham            | 10     |
| 4    | Morgan Rogers      | Aston Villa       | 10     |
| 4    | Bukayo Saka        | Arsenal           | 10     |
| 9    | Son Heung-min      | Tottenham Hptspur | 9      |
| 10   | Jarrod Bowen       | West Ham United   | 8      |
| 10   | Eberechi Eze       | Crystal Palace    | 8      |
| 10   | Morgan Gibbs-White | Nottingham Forest | 8      |
| 10   | Cole Palmer        | Chelsea           | 8      |
| 10   | Savinho            | Manchester City   | 8      |
| 10   | Ollie Watkins      | Aston Villa       | 8      |
| 10   | Martin Ødegaard    | Arsenal           | 8      |

### Hat-tricks
| Spelare         | För               | Mot                     | Resultat | Datum             |
| --------------- | ----------------- | ----------------------- | -------- | ----------------- |
| Erling Haaland  | Manchester City   | Ipswich Town            | 4–1 (H)  | 24 augusti 2024   |
| Noni Madueke    | Chelsea           | Wolverhampton Wanderers | 6–2 (B)  | 25 augusti 2024   |
| Erling Haaland  | Manchester City   | West Ham United         | 3–1 (B)  | 31 augusti 2024   |
| Cole Palmer4    | Chelsea           | Brighton & Hove Albion  | 4–2 (H)  | 28 september 2024 |
| Kevin Schade    | Brentford         | Leicesier City          | 4–1 (H)  | 30 november 2024  |
| Justin Kluivert | Bournemouth       | Wolverhampton Wanderers | 4–2 (B)  | 30 november 2024  |
| Alexander Isak  | Newcastle United  | Ipswich Town            | 4–0 (B)  | 21 december 2024  |
| Amad Diallo     | Manchester United | Southampton             | 3–1 (H)  | 16 januari 2025   |
| Justin Kluivert | Bournemouth       | Newcastle United        | 4–1 (B)  | 19 januari 2025   |
| Dango Ouattara  | Bournemouth       | Nottingham Forest       | 5–0 (H)  | 25 januari 2025   |
| Chris Wood      | Nottingham Forest | Brighton & Hove Albion  | 7–0 (H)  | 1 februari 2025   |
| Omar Marmoush   | Manchester City   | Newcastle United        | 4–0 (H)  | 15 februari 2025  |

Noter
4 Spelaren gjorde 4 mål 
(H) – Hemma 
(B) – Borta

### Hållna nollor
| Rank | Spelare         | Klubb             | Hållna nollor |
| ---- | --------------- | ----------------- | ------------- |
| 1    | David Raya      | Arsenal           | 13            |
| 1    | Matz Sels       | Nottingham Forest | 13            |
| 3    | Jordan Pickford | Everton           | 12            |
| 4    | Dean Henderson  | Crystal Palace    | 11            |
| 5    | Ederson         | Manchester City   | 10            |
| 5    | Robert Sánchez  | Chelsea           | 10            |

### Räddningar
| Rank | Spelare         | Klubb             | Räddningar |
| ---- | --------------- | ----------------- | ---------- |
| 1    | Mark Flekken    | Brentford         | 153        |
| 2    | Aaron Ramsdale  | Southampton       | 125        |
| 3    | Jordan Pickford | Everton           | 122        |
| 4    | Matz Sels       | Nottingham Forest | 120        |
| 5    | Bernd Leno      | Fulham            | 110        |

### Passningar

#### Spelare
| Rank | Spelare         | Klubb           | Passningar |
| ---- | --------------- | --------------- | ---------- |
| 1    | Virgil van Dijk | Liverpool       | 2 923      |
| 2    | Levi Colwill    | Chelsea         | 2 595      |
| 3    | William Saliba  | Arsenal         | 2 547      |
| 4    | Joško Gvardiol  | Manchester City | 2 528      |
| 5    | Rúben Dias      | Manchester City | 2 309      |

#### Klubb
| Rank | Klubb             | Passningar |
| ---- | ----------------- | ---------- |
| 1    | Manchester City   | 22 973     |
| 2    | Liverpool         | 20 109     |
| 3    | Chelsea           | 19 796     |
| 4    | Manchester United | 18 922     |
| 5    | Arsenal           | 18 619     |

### Disciplin

#### Spelare
- Flest gula kort: 12[55]
  -  Liam Delap (Ipswich Town)
  -  Flynn Downes (Southampton)
  -  Saša Lukić (Fulham)

- Flest röda kort: 2[56]
  -  Bruno Fernandes (Manchester United)
  -  Myles Lewis-Skelly (Arsenal)
  -  Jack Stephens (Southampton)

#### Klubb
- Flest gula kort: 99[57]
  - Chelsea

- Flest röda kort: 6[58]
  - Arsenal

## Utmärkelser

### Månatliga utmärkelser
| Månad     | Månadens tränare    | Månadens tränare        | Månadens spelare    | Månadens spelare  | Månadens mål    | Månadens mål           | Månadens räddning | Månadens räddning | Referens                    |
| Månad     | Tränare             | Klubb                   | Spelare             | Klubb             | Spelare         | Klubb                  | Spelare           | Klubb             | Referens                    |
| --------- | ------------------- | ----------------------- | ------------------- | ----------------- | --------------- | ---------------------- | ----------------- | ----------------- | --------------------------- |
| Augusti   | Fabian Hürzeler     | Brighton & Hove Albion  | Erling Haaland      | Manchester City   | Cole Palmer     | Chelsea                | David Raya        | Arsenal           | [ 59 ] [ 60 ] [ 61 ] [ 62 ] |
| September | Enzo Maresca        | Chelsea                 | Cole Palmer         | Chelsea           | Jhon Durán      | Aston Villa            | André Onana       | Manchester United | [ 63 ] [ 64 ] [ 65 ] [ 66 ] |
| Oktober   | Nuno Espírito Santo | Nottingham Forest       | Chris Wood          | Nottingham Forest | Nicolas Jackson | Chelsea                | Robert Sánchez    | Chelsea           | [ 67 ] [ 68 ] [ 69 ] [ 70 ] |
| November  | Arne Slot           | Liverpool               | Mohamed Salah       | Liverpool         | Harry Wilson    | Fulham                 | André Onana       | Manchester United | [ 71 ] [ 72 ] [ 73 ] [ 74 ] |
| December  | Nuno Espírito Santo | Nottingham Forest       | Alexander Isak      | Newcastle United  | Alexander Isak  | Newcastle United       | Emiliano Martínez | Aston Villa       | [ 75 ] [ 76 ] [ 77 ] [ 78 ] |
| Januari   | Andoni Iraola       | Bournemouth             | Justin Kluivert     | Bournemouth       | David Brooks    | Bournemouth            | Martin Dúbravka   | Newcastle United  | [ 79 ] [ 80 ] [ 81 ] [ 82 ] |
| Februari  | David Moyes         | Everton                 | Mohamed Salah       | Liverpool         | Kaoru Mitoma    | Brighton & Hove Albion | Kepa Arrizabalaga | Bournemouth       | [ 83 ] [ 84 ] [ 85 ] [ 86 ] |
| Mars      | Nuno Espírito Santo | Nottingham Forest       | Bruno Fernandes     | Manchester United | Jens Cajuste    | Ipswich Town           | David Raya        | Arsenal           | [ 87 ] [ 88 ] [ 89 ] [ 90 ] |
| April     | Vitor Pereira       | Wolverhampton Wanderers | Alexis Mac Allister | Liverpool         | Carlos Baleba   | Brighton & Hove Albion | Guglielmo Vicario | Tottenham Hotspur | [ 91 ] [ 92 ] [ 93 ] [ 94 ] |

### Årliga priser
| Pris                                       | Vinnare       | Klubb       |
| ------------------------------------------ | ------------- | ----------- |
| Årets fotbollsspelare i England (PFA)      | Mohamed Salah | Liverpool   |
| Årets Unge fotbollsspelare i England (PFA) | Morgan Rogers | Aston Villa |
| Årets fotbollsspelare i England (FWA)      | Mohamed Salah | Liverpool   |

| PFA Team of the Year | PFA Team of the Year            | PFA Team of the Year            | PFA Team of the Year            | PFA Team of the Year            | PFA Team of the Year              | PFA Team of the Year              | PFA Team of the Year              | PFA Team of the Year              | PFA Team of the Year           | PFA Team of the Year           | PFA Team of the Year           | PFA Team of the Year           |
| -------------------- | ------------------------------- | ------------------------------- | ------------------------------- | ------------------------------- | --------------------------------- | --------------------------------- | --------------------------------- | --------------------------------- | ------------------------------ | ------------------------------ | ------------------------------ | ------------------------------ |
| Målvakt              | Matz Sels (Nottingham Forest)   | Matz Sels (Nottingham Forest)   | Matz Sels (Nottingham Forest)   | Matz Sels (Nottingham Forest)   | Matz Sels (Nottingham Forest)     | Matz Sels (Nottingham Forest)     | Matz Sels (Nottingham Forest)     | Matz Sels (Nottingham Forest)     | Matz Sels (Nottingham Forest)  | Matz Sels (Nottingham Forest)  | Matz Sels (Nottingham Forest)  | Matz Sels (Nottingham Forest)  |
| Försvar              | William Saliba (Arsenal)        | William Saliba (Arsenal)        | William Saliba (Arsenal)        | Gabriel (Arsenal)               | Gabriel (Arsenal)                 | Gabriel (Arsenal)                 | Virgil van Dijk (Liverpool)       | Virgil van Dijk (Liverpool)       | Virgil van Dijk (Liverpool)    | Milos Kerkez (Bournemouth)     | Milos Kerkez (Bournemouth)     | Milos Kerkez (Bournemouth)     |
| Mittfält             | Alexis Mac Allister (Liverpool) | Alexis Mac Allister (Liverpool) | Alexis Mac Allister (Liverpool) | Alexis Mac Allister (Liverpool) | Ryan Gravenberch (Liverpool)      | Ryan Gravenberch (Liverpool)      | Ryan Gravenberch (Liverpool)      | Ryan Gravenberch (Liverpool)      | Declan Rice (Arsenal)          | Declan Rice (Arsenal)          | Declan Rice (Arsenal)          | Declan Rice (Arsenal)          |
| Anfall               | Mohamed Salah (Liverpool)       | Mohamed Salah (Liverpool)       | Mohamed Salah (Liverpool)       | Mohamed Salah (Liverpool)       | Alexander Isak (Newcastle United) | Alexander Isak (Newcastle United) | Alexander Isak (Newcastle United) | Alexander Isak (Newcastle United) | Chris Wood (Nottingham Forest) | Chris Wood (Nottingham Forest) | Chris Wood (Nottingham Forest) | Chris Wood (Nottingham Forest) |